# Małgorzata Wasiucionek
Małgorzata Wasiucionek (ur. 8 maja 1990, Jelenia Góra) – polska skrzypaczka, członkini zespołu Messages Quartet, pedagog (asystent w klasie prof. Szymona Krzeszowca na Akademii Muzycznej im. Karola Szymanowskiego w Katowicach). Absolwentka Uniwersytetu Muzycznego Fryderyka Chopina w Warszawie w klasie prof. Romana Lasockiego; studiowała dodatkowo w Mozarteum w Salzburgu w klasie prof. Pierre’a Amoyala. Uczestniczyła w nagraniu nagrodzonej Fryderykiem 2019 płyty Grażyna Bacewicz. The Two Piano Quintets. Quartet for Four Violins. Quartet for Four Cellos.

## Nagrody i wyróżnienia
- Fryderyki 2019: album Grażyna Bacewicz. The Two Piano Quintets. Quartet for Four Violins. Quartet for Four Cellos (wyd. Chandos, 2018) nagrodzony w kategorii «Najwybitniejsze Nagranie Muzyki Polskiej», druga nominacja w kategorii «Najlepszy Album Polski Za Granicą»
- 2015: 2. miejsce na II Międzynarodowym Konkursie Muzyki Kameralnej – w Płowdiwie (Bułgaria), 4. miejsce na V Międzynarodowym Konkursie im. Tadeusza Wrońskiego na skrzypce solo – w Warszawie. W lutym 2015 roku Kapituła Rektorów Uniwersytetu Muzycznego Fryderyka Chopina przyznała jej medal „Magna cum laude”.
- 2014: Złoty Medal za wykonanie utworu Henryka Wieniawskiego na April Spring Friendship Art Festival – w Pjongjangu (Korea Północna)